# Kánya Kálmán

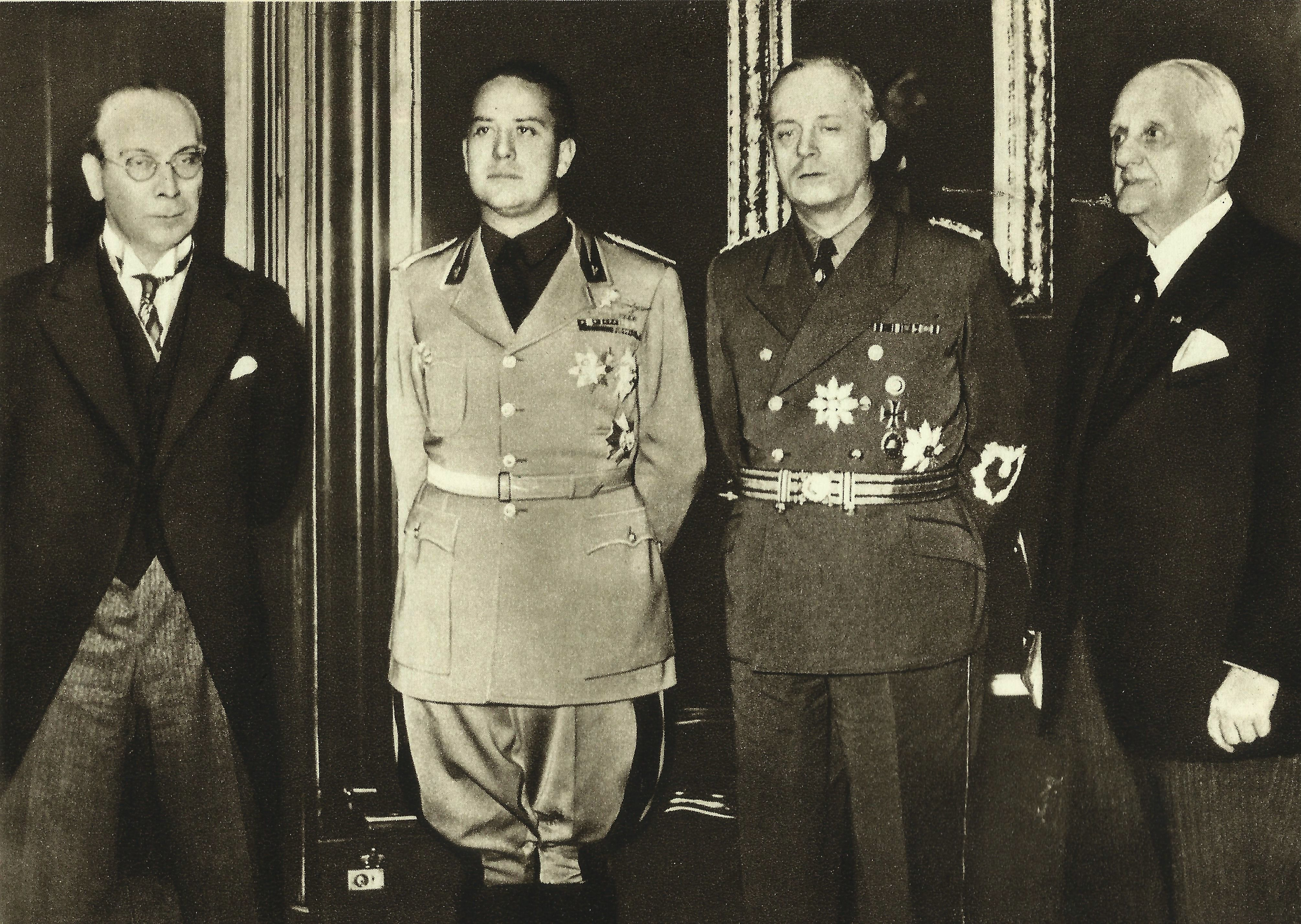
Kánya Kálmán (jobbra) az első bécsi döntés másik három szereplőjével

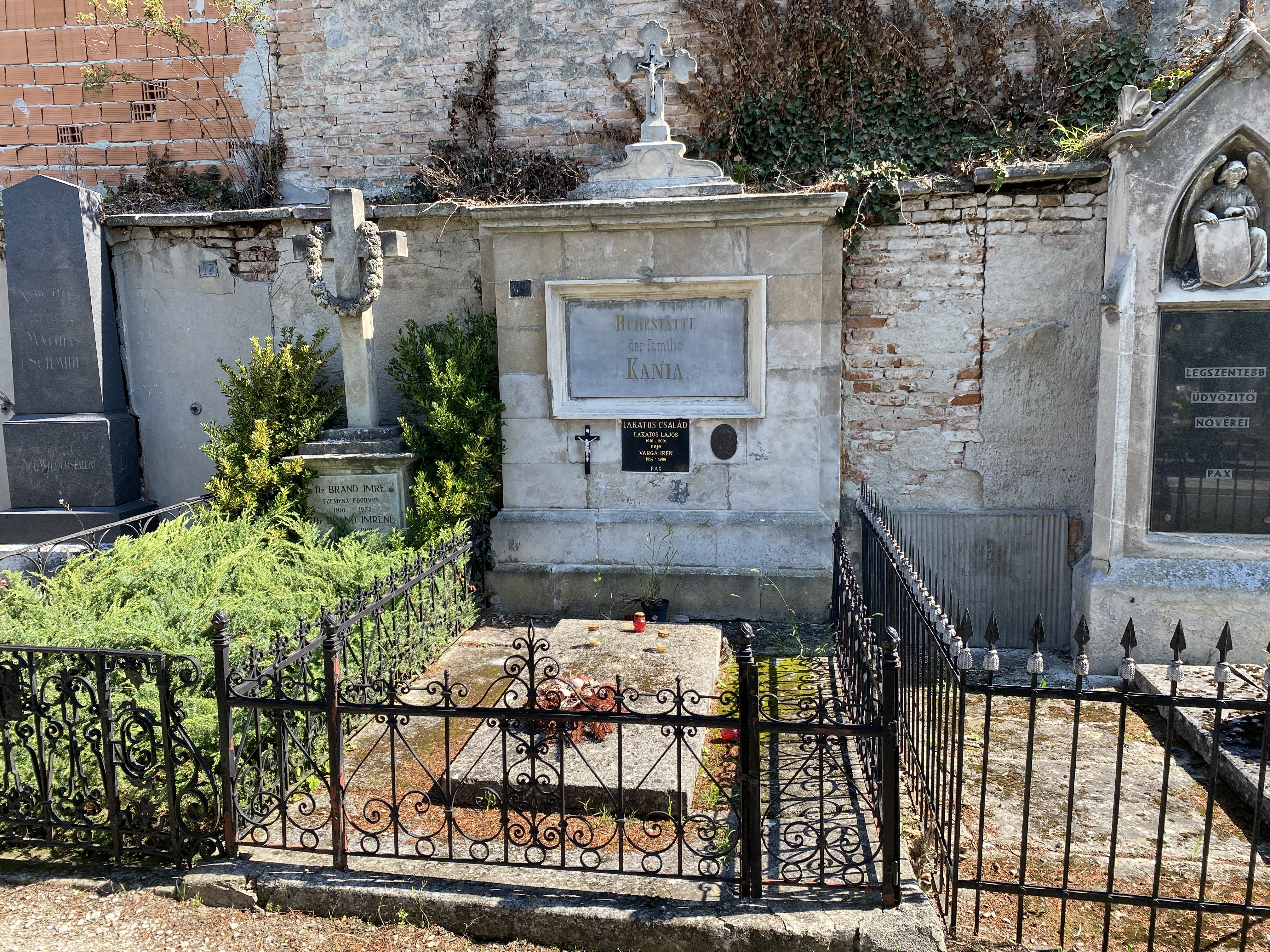
Kánya Kálmán és a Kánya (Kania) család sírja a soproni régi Szent Mihály temetőben

Kányai Kánya Kálmán József Edvárd[forrás?] (1926-ig Kánia) (Sopron, 1869. november 7. – Budapest, 1945. február 28.) magyar politikus, külügyminiszter, az Osztrák Császári Vaskorona-rend lovagja, a Magyar Érdemrend nagykeresztjének, a pápai Pius-rend nagykeresztjének, a Máltai Lovagrend magisztrátusi keresztjének, valamint számos más kitüntetésnek a tulajdonosa, császári és királyi udvari tanácsos.

## Életpályája
A nemesi származású kányai Kánia család sarja. Apja, a római katolikus kányai Kánia József (1835–1904), hites ügyvéd, anyja az ágostai vallású, virtsologi Rupprecht Karolina (1843–1890) asszony volt. Édesapja Kánia József 1898. augusztus 1.-én I. Ferenc József magyar királytól nemességet, családi címert, és a "kányai" nemesi előnevet szerezte meg gyermekeivel együtt. Anyai nagyszülei virtsologi Rupprecht János (1809-1887), földbirtokos, cukorgyár tulajdonos, és Rácz Karolin voltak. Anyai dédapja, Rupprecht János (1788–1863), Sopron város tanácsosa, a soproni cukorgyár tulajdonosa, 1838. július 5.-én, V. Ferdinánd magyar királytól birtokadományt, nemességet, családi címertelőnév és a "virtsologi" nemesi előnevet szerezte meg. Középiskolai tanulmányait a soproni Lyceumban végezte. Sopronból a bécsi Keleti Akadémiára került és 1892-ben tette le a konzuli növendéki vizsgát. Ekkor konzuli növendékként kezdte meg pályáját; 1895-ben szolgálattételre a fiumei magyar királyi tengerészeti hatóságokhoz és az ottani kereskedelmi és iparkamarához osztották be. Pályafutását 1896-ban Konstantinápolyban alkonzulként kezdte.   
1899-ben ideiglenesen a szentpétervári konzulátus vezetésével bízták meg, de irányította a kijevi és az odesszai kirendeltséget is. 1904-ben konzullá nevezték ki, 1905-től a közös külügyminisztériumban teljesített szolgálatot. 1909-ben udvari, 1910-ben miniszteri tanácsossá nevezték ki, s ugyanettől az időtől kezdve a közös külügyminisztérium sajtóosztálya vezetője lett. 1913-ban a Osztrák–Magyar Monarchia mexikói követe, meghatalmazott miniszter. 
1920-tól 1925-ig a külügyminiszter állandó helyettese. 1925-ben berlini követ lett, majd 1933. február 4-től 1938. november 28-ig külügyminiszter a Gömbös-, Darányi- és Imrédy-kormányokban. Az ő külügyminisztersége alatt ment végbe Magyarország csatlakozása a Berlin–Róma-tengelyhez. Ezen belül az Olaszországgal való fokozott együttműködéssel igyekezett ellensúlyozni Németország egyre növekvő hegemóniáját (ún. horizontális paktum koncepciója), megkísérelt a lehetőségekhez képest, jó kapcsolatokat fenntartani a nyugati hatalmakkal és a kisantant felé is tett közeledő lépéseket. 1935. október 4-én Horthy örökös felsőházi taggá nevezte ki.  
1938 augusztusában Horthy Miklós és Imrédy Béla németországi látogatása napjaiban, Bledben megegyezett a kisantant államokkal Magyarország fegyverkezési egyenjogúsága elismerésének kérdésében, amivel legalizálni kívánta a háborús készülődést. Szeptember 20-án Imrédy miniszterelnökkel Berchtesgardenbe repült és felkérte Hitlert a magyar területi igények támogatására. Októberben vezetője volt a komáromi magyar–csehszlovák tárgyalásokon részt vevő delegációnak. Miután az 1938. november 21-i német–olasz demars miatt Kárpát-Ukrajna tervezett lerohanásától az Imrédy-kormánynak el kellett állnia, lemondott. A második világháború idején a Bethlen–Kállay vezette politikai csoporthoz tartozott.

## Politikai és diplomáciai pályájának értékelése
Kánya Kálmán a két háború közötti magyar külpolitika grand old manje az Osztrák-Magyar Monarchia konzuli akadémiáján végzett és a monarchia külügyi szolgálatában kezdte meg diplomáciai pályafutását. Ausztria-Magyarország szétesése után az önálló magyar külügyminisztérium megszervezésében játszott meghatározó szerepet. A minisztérium vezértitkáraként annak tulajdonképpeni vezetője volt. E pozícióját feladva lett Magyarország berlini követe, 1925-ben. 
Kánya a Németországgal való együttműködésben kereste hazánk nemzetközi elfogadtatását és megerősödését csakúgy, mint a területi revízió ábrándjának valóra váltását. Miniszterelnöke, Bethlen István egyetértésével igyekezett egyengetni Németország együttműködését Magyarország másik lehetséges külpolitikai partnerével, Olaszországgal. Noha Kánya a magyar diplomácia történetének kiemelkedő tehetségű képviselője volt, akinek habitusa teljes összhangban állt az általa elképzelt és képviselt magyar külpolitikai szerepvállalással, berlini ténykedése ellentmondásos volt, és nem hozta meg a várt sikert. Németország akkoriban nem tekintette partnernek (az európai revizionizmus élharcosának számító) Magyarországot, és az Olaszországgal való együttműködést terhelő nehézségeket sem lehetett elhárítani. 
A nagy gazdasági világválság által okozott külkereskedelmi problémák szintén megterhelték a magyar–német kapcsolatokat. Kánya nehéz természete és feltételezett szélsőjobboldali kapcsolatai a német külpolitikai körökben ráadásul ellenérzést szültek. Kánya – talán az általa Berlinben képviselt politika mérsékelt sikere miatt is – új terepet keresett ambíciói további kibontakoztatásának, ezért 1933-ban elvállalta Gömbös Gyula kormányának külügyminiszteri posztját. E minőségében már részese lehetett a német–olasz–magyar együttműködés létrejöttének, ám mindez már egy másik Németország részvételével és irányításával történt. Ez a Németország annak a náci pártnak és vezetőjének kormányzása alatt állt, amelyről és akikről Kányának lesújtó véleménye volt.

## Emlékezete
- Alakja említés szintjén felbukkan Kondor Vilmos Budapest noir című bűnügyi regényében.